# Derebciîn, Șarhorod
Derebciîn (în ucraineană Деребчин) este localitatea de reședință a comunei Derebciîn din raionul Șarhorod, regiunea Vinnița, Ucraina.

## Demografie
Componența lingvistică a localității Derebciîn
     Ucraineană (98,5%)
     Rusă (1,14%)
     Alte limbi (0,24%)
Conform recensământului din 2001, majoritatea populației localității Derebciîn era vorbitoare de ucraineană (98,5%), existând în minoritate și vorbitori de rusă (1,14%).